# Bernard Merveilleux du Vignaux
Pour les articles homonymes, voir Vignaux.
 (avril 2025).
La mise en forme du texte ne suit pas les recommandations de Wikipédia : il faut le « wikifier ».
Les points d'amélioration suivants sont les cas les plus fréquents. Le détail des points à revoir est peut-être précisé sur la page de discussion.
- Les titres sont pré-formatés par le logiciel. Ils ne sont ni en capitales, ni en gras.
- Le texte ne doit pas être écrit en capitales (les noms de famille non plus), ni en gras, ni en italique, ni en « petit »…
- Le gras n'est utilisé que pour surligner le titre de l'article dans l'introduction, une seule fois.
- L'italique est rarement utilisé : mots en langue étrangère, titres d'œuvres, noms de bateaux, etc.
- Les citations ne sont pas en italique mais en corps de texte normal. Elles sont entourées par des guillemets français : « et ».
- Les listes à puces sont à éviter, des paragraphes rédigés étant largement préférés. Les tableaux sont à réserver à la présentation de données structurées (résultats, etc.).
- Les appels de note de bas de page (petits chiffres en exposant, introduits par l'outil «  Source ») sont à placer entre la fin de phrase et le point final[comme ça].
- Les liens internes (vers d'autres articles de Wikipédia) sont à choisir avec parcimonie. Créez des liens vers des articles approfondissant le sujet. Les termes génériques sans rapport avec le sujet sont à éviter, ainsi que les répétitions de liens vers un même terme.
- Les liens externes sont à placer uniquement dans une section « Liens externes », à la fin de l'article. Ces liens sont à choisir avec parcimonie suivant les règles définies. Si un lien sert de source à l'article, son insertion dans le texte est à faire par les notes de bas de page.
- La présentation des références doit suivre les conventions bibliographiques. Il est recommandé d'utiliser les modèles {{Ouvrage}}, {{Chapitre}}, {{Article}}, {{Lien web}} et/ou {{Bibliographie}}. Le mode d'édition visuel peut mettre en forme automatiquement les références.
- Insérer une infobox (cadre d'informations à droite) n'est pas obligatoire pour parachever la mise en page.

Pour une aide détaillée, merci de consulter Aide:Wikification.
Si vous pensez que ces points ont été résolus, vous pouvez retirer ce bandeau et améliorer la mise en forme d'un autre article.
 (avril 2025).
Motif : wp:CAA
- Archive Wikiwix
- Bing
- Cairn
- DuckDuckGo
- E. Universalis
- Gallica
- Google
- G. Books
- G. News
- G. Scholar
- Persée
- Qwant
- (zh) Baidu
- (ru) Yandex
- (wd) trouver des œuvres sur Wikidata

| 1. | Préciser le motif de la pose du bandeau. | Précisez le motif de la pose du bandeau en utilisant la syntaxe suivante : {{admissibilité à vérifier\|date=mai 2025\|motif=remplacez ce texte par le motif}}                                       |
| 2. | Informer les utilisateurs concernés.     | Pensez à avertir le créateur de l'article, par exemple, en insérant le code ci-dessous sur sa page de discussion : {{subst:avertissement admissibilité à vérifier\|Bernard Merveilleux du Vignaux}} |

 (avril 2025).
Si vous disposez d'ouvrages ou d'articles de référence ou si vous connaissez des sites web de qualité traitant du thème abordé ici, merci de compléter l'article en donnant les références utiles à sa vérifiabilité et en les liant à la section « Notes et références ».
Bernard Merveilleux du Vignaux, né le 5 janvier 1950 à Saint-Mandé et mort le 28 août 2022 à Saint-Gervais-des-Sablons, est un officier général de la Marine nationale française. Sous-marinier de carrière, il a occupé plusieurs postes de commandement stratégique, notamment à bord de sous-marins nucléaires lanceurs d’engins (SNLE), et a terminé sa carrière au grade de vice-amiral, en tant qu’inspecteur des Armements nucléaires sous l’autorité directe du président de la République.

## Famille
Il est le petit-fils de Jean Marie Benjamin Merveilleux du Vignaux, (École Navale 1882), le fils de Paul (École Navale 1926), le frère de Jean-François (École Navale 1968), et le père de Marc (École Militaire de la Flotte 1998), témoignant d’une tradition familiale profondément enracinée dans la Marine nationale.

## Formation et débuts
Après deux années de classes préparatoires au Prytanée Militaire de La Flèche, Bernard Merveilleux du Vignaux intègre l’École Navale en 1970. Il est d’abord affecté en Nouvelle-Calédonie sur le patrouilleur La Bayonnaise en tant qu’officier en troisième, puis officier en second. Il participe notamment à plusieurs campagnes de tirs à Mururoa.
De retour en métropole en 1975, il choisit la spécialité de sous-marinier. Il embarque à Toulon sur le sous-marin Doris (classe Daphné) en tant qu’officier transmissions, puis devient chef du service armes sous-marines sur la Galatée (même classe) après avoir obtenu son brevet de l’école des officiers armes sous-marines en 1977.
En 1979, il suit la formation à l’École des applications militaires de l’énergie atomique de Cherbourg, avant de rejoindre le Foudroyant, sous-marin nucléaire lanceur d’engins (SNLE), en 1981.

## Commandements et responsabilités
En 1983, il devient commandant en second du sous-marin Requin (classe Narval), puis commande le Sirène (classe Daphné) à Lorient durant deux années. Par la suite, il est affecté auprès de l’amiral commandant la Force océanique stratégique (ALFOST), et poursuit sa formation à l’École de Guerre Navale et au Cours supérieur interarmées.
En 1989, il est nommé commandant en second de la frégate anti-sous-marine La Motte-Picquet, puis retrouve le monde des SNLE en devenant commandant en second du Terrible. Il dirige ensuite la division entraînement du centre de formation des SNLE à Brest (1991–1994).
Il prend le commandement successif des SNLE Le Terrible, puis Le Triomphant, dont il supervise la fin des essais et l’admission au service actif.

## Hautes fonctions
En 1997, il est sélectionné comme auditeur au Centre des hautes études militaires (CHEM). Il rejoint ensuite la division « plans » de l’état-major de la Marine, puis dirige pendant six ans la division « Monde et Moyens » de l’État-major des Armées, où il supervise les relations internationales militaires hors UE et OTAN, en lien avec d’autres organismes du ministère.
Il termine sa carrière comme Inspecteur des Armements Nucléaires, une fonction confidentielle et stratégique relevant directement du Président de la République.

## Fin de carrière et distinctions
Le vice-amiral Bernard Merveilleux du Vignaux quitte le service actif le 1er octobre 2007, après 37 années de carrière et un total de 25 283 heures de plongée en sous-marin, soit près de 2,9 années sous la mer.
Revenu à la vie civile, il prend ensuite la présidence, de 2009 à 2012, de la Société des Oeuvres de Mer, une institution fondée en 1894 pour venir en aide aux marins de la grande pêche, notamment par l’envoi de navires-hôpitaux sur les bancs de Terre-Neuve et d’Islande. Sous sa direction, la Société poursuit son soutien moral et matériel aux gens de mer en s’appuyant sur un réseau d’associations locales et fusionne en 2018 avec la Société de Secours aux Familles des Marins Français Naufragés, devenant la Société des Secours et des Œuvres de Mer.

## Grades successifs
- Enseigne de vaisseau de 1ère classe : 1er octobre 1973
- Lieutenant de vaisseau : 1er octobre 1977
- Capitaine de corvette : 1er juillet 1983
- Capitaine de frégate : 1er juillet 1987
- Capitaine de vaisseau : 1er décembre 1993
- Contre-amiral : 1er septembre 2002
- Vice-amiral : 1er juillet 2007

## Décorations
- Commandeur de la Légion d’honneur
- Commandeur de l’Ordre national du Mérite

## Décès
Bernard Merveilleux du Vignaux est décédé le 28 août 2022 à Saint-Gervais-des-Sablons dans l’Orne.